# Guhuai, Fujian
Guhuai (kinesiska: 古槐) är en köping i sydöstra Kina. Den ligger i stadsdistriktet Changle i staden Fuzhou i provinsen Fujian, omkring 31 kilometer sydost om provinshuvudstaden Fuzhou. Antalet invånare är 43 882. Befolkningen består av 21 244 kvinnor och 22 638 män. Barn under 15 år utgör 14,0 %, vuxna 15-64 år 76 %, och äldre över 65 år 8,0 %.